# Pervagor alternans
Pervagor alternans és una espècie de peix de la família dels monacàntids i de l'ordre dels tetraodontiformes.

## Morfologia
- Els mascles poden assolir 16 cm de longitud total.
- Nombre de vèrtebres: 19.[4][5]

## Hàbitat
És un peix marí, de clima tropical i associat als esculls de corall.

## Distribució geogràfica
Es troba a la costa oriental d'Austràlia, l'Illa de Lord Howe, Nova Caledònia, les Illes Marshall i Tonga.

## Observacions
És inofensiu per als humans.